# Lámfalussy Sándor
Báró Lámfalussy Sándor (Kapuvár, 1929. április 26. – Ottignies-Louvain-la-Neuve, 2015. május 9.) magyar származású bankár, tőkepiaci szakértő, „az euró atyja”. Belgiumban élt mint ottani állampolgár. Négy gyermeke született.

## Életpályája
20 éves korában, 1949-ben hagyta el Magyarországot. 1949–1953 között a Leuveni Katolikus Egyetem (Belgium) végezte közgazdasági tanulmányait és szerzett 1953-ban közgazdasági diplomát (Licence en sciences économiques). Alapító tagja volt a leuveni Mindszenty Diákotthonnak. 1953–1955-ig az Oxfordi Egyetemen a Nuffield College (Egyesült Királyság) kutató hallgatója, majd 1957-ben doktori fokozatot szerzett (D. Phil. Economics). 1961–1962 között az USA-beli Yale Egyetemen, majd 1965–1995 között a Leuveni Katolikus Egyetemen oktatott. 1997-től a Leuveni Katolikus Egyetem Európa Tanulmányok Intézetét vezette.
Életpályája során az elméleti, tudományos tevékenység mellett kezdettől fogva jelen van az aktív döntéshozói, szakértői elhivatottság is. 1955-től közgazdász, banki tanácsadó a Banque Bruxelles-nél, valamint 1965-től betöltötte a Banque de Bruxelles vezérigazgatói, majd a bank igazgatótanácsának elnöki tisztét. 1976-tól a jegybankok bankjának nevezett bázeli Nemzetközi Fizetések Bankjánál dolgozott gazdasági tanácsadóként. 1981-től vezérigazgató-helyettes, majd 1985-től vezérigazgató lett; ezt a posztot 1993-ig töltötte be. Közben a Delors-bizottság tagjaként részt vett 1988–1989 között az Európai Monetáris Unió megvalósítási tervének kidolgozásában, majd az Európai Monetáris Intézet (az Európai Központi Bank elődje) elnökeként 1994. január 1-jétől 1997. június 30-áig ő felelt az euró bevezetésének előkészítéséért. 2000–2001 között az Európai Értékpapírpiacokat Szabályozó Bölcsek Tanácsa elnöke volt.

## Szervezeti tagságok
- Magyar Tudományos Akadémia külső tagja 1998 óta, szakterület: monetáris politika, gazdaságpolitika, gazdasági növekedés, nemzetközi pénzpiacok
- Nyugati Magyar Tudományos Tanács
- Académie des Sciences Morales et Politiques Institut de France (levelező tag)
- a Mathias Corvinus Collegium Védnöki Testületének tagja
- díszdoktor (Budapesti Közgazdaságtudományi és Államigazgatási Egyetem, Debreceni Egyetem, Institut d'Etudes Politiques de Paris, Lyoni Egyetem).

## Díjak
- Sopron díszpolgára (1993)
- Popovics Sándor-díj (1993)
- Német Szövetségi Köztársaság Érdemrendjének főtisztje (1997)
- Lipót-rend főtisztje (1998)
- Francia Köztársaság Becsületrend parancsnoka (1999)
- Magyar Corvin-lánc (2001)
- A Magyar Köztársasági Érdemrend középkeresztje a csillaggal (2007)
- Magyar Szent István-rend[6] (2013)

## Művei
- Szerkezeti változások az európai pénzpiacon; MTA, Bp., 2000 (Székfoglalók a Magyar Tudományos Akadémián)
- Pénzügyi válságok a fejlődő országokban. Tanulmányok a globalizált pénzügyi rendszer sérülékenységéről  Henry L. Stimson-előadások, Yale Egyetem, valamint a Görög Nemzeti Bank Xenophón Zolótasz előadása, Athén; ford. Halm Tamás et al.; Akadémiai, Bp., 2008
- Lámfalussy Sándor. Az euró bölcse; riporter Christophe Lamfalussy, Ivo Maes, Sabine Péters, ford. Nagy Levente Péter; Mathias Corvinus Collegium, Bp., 2014
- Válogatott értekezések; szerk. Ivo Maes, közrem. Szapáry György; MNB, Bp., 2017

## Emlékezete
- 2016-ban emlékére a Magyar Nemzeti Bank Lámfalussy-díjat alapított.
- 2016-ban a Soproni Egyetem Közgazdaságtudományi Kara az ő nevét vette fel.